# Phường 9, Quận 4
Phường 9 là một phường cũ thuộc Quận 4, Thành phố Hồ Chí Minh, Việt Nam.
Phường 9 có diện tích 0,12 km², dân số năm 2021 là 10.336 người,  mật độ dân số đạt 86.133 người/km².
Đến ngày 1 tháng 1 năm 2025, phường 6 cùng quận chính thức bị giải thể và sáp nhập vào phường 9.